# 森蘭綠地
森蘭綠地是中華人民共和國上海市浦東新區的一片綠地，总面积约332公顷，绿地面積約262公顷，森蘭湖面積约70公顷，綠地西至張楊北路，北至庭安路，東至楊高北路，南至趙家溝，分為森蘭體育公園等區域。此外綠地還有森兰国际、森兰美伦、森兰美奂等辦公樓以及森兰商都、森兰花园城等商业中心。體育賽事和大型文化娛樂活動曾在森蘭綠地舉辦。該綠地由外高桥集团開發，2018年開始建設綠地，2019年開始興建森蘭湖。2021年7月，森蘭綠地北塊的庭安路绿地對外開放。